# 1878 у літературі

## Твори
- Каменярі — політична поезія Івана Франка
- «Анна Кареніна» — роман Льва Толстого.
- «Безбатьківщина» — п'єса Антона Чехова.
- «П'ятнадцятирічний капітан» — роман Жуля Верна.
- «Кайдашева сім'я» — повість Нечуя-Левицького.
- Генрі Джеймс опублікував роман «Європейці».
- Фрідріх Ніцше видав трактат «Людське, надто людське».

## Народилися
- Ептон Білл Сінклер — американський письменник

## Померли
- Некрасов Микола Олексійович — російський поет та літературний редактор